# Nightfall
Nightfall je melodična death metal skupina iz Grčije, ki jo je ustanovil vokalist/basist Efthimis Karadimas v letu 1991. Basist George Kollias je zapustil skupino leta 2005 in se pridružil skupini Nile.

## Člani

### Trenutno aktivni
- Efthimis Karadimas - vokal (1991-), bas (1991 - 2003)
- George Bokos - kitarist (2002-)
- Bob Katsionis - kitarist (1999-)
- Kostas Kyriakopoulos - basist (2004-)
- Stathis Cassios - klaviaturist (2005-)

### Bivši člani
- Chris Adamou - kitarist (1991 - 1999)
- Jim Agelopoulos - kitarist (1997)
- Mike Galiatsos - kitarist (1991 - 1999)
- Phil Anton - kitarist (1999 - 2002)
- Costas Savidis - basist (1991 - 1999)
- George Kollias - basist (1999 - 2005)
- Mark Cross - basist (na Divi Futuri)
- George Aspiotis - klaviaturist, pianist, drugi efekti (1993 - 1999)

## Diskografija
- Vanity (Demo, 1991)
- Parade into Centuries (1992)
- Oh Black Queen, Oh You're Mine (Single, 1993)
- Macabre Sunsets (1994)
- Eons Aura (EP, 1995)
- Athenian Echoes (1995)
- Lesbian Show (1997)
- Electronegative (EP, 1999)
- Diva Futura (1999)
- I am Jesus (2003)
- Lyssa: Rural Gods and Astonishing Punishments (2005)